# Final de la FA Cup 2023-24
La Final de la FA Cup 2023-24 fue la 143.ª edición de la definición del torneo. La Final se disputó el 25 de mayo de 2024 en el estadio de Wembley. Los finalistas fueron el Manchester City y el Manchester United siendo la segunda vez en la historia de la Copa que su duelo final es un derbi de Mánchester, tras la final de la temporada pasada. El Manchester United se convirtió en campeón de la competición tras la victoria por 2-1.

## Finalistas
En negrita, las finales ganadas.
| Equipos           | Finales jugadas anteriormente | Finales jugadas anteriormente |
| ----------------- | ----------------------------- | --- |
| Manchester City   | 11 (6)                        | 1903-04, 1925-26, 1932-33, 1933-34, 1954-55, 1955-56, 1968-69, 1980-81, 2010-11, 2012-13, 2018-19, 2022-23.                                                                                  |
| Manchester United | 20 (12)                       | 1908-09, 1947-48, 1956-57, 1957-58, 1962-63, 1975-76, 1976-77, 1978-79, 1982-83, 1984-85, 1989-90, 1993-94, 1994-95, 1995-96, 1998-99, 2003-04, 2004-05, 2006-07, 2015-16, 2017-18, 2022-23. |

## Sede de la Final
La final se jugó en el estadio de Wembley, de Londres, Inglaterra, Reino Unido. 
| Inglaterra              |         |         |         |
| Ciudad                  | Estadio |         |         |
| Londres                 | Wembley | Wembley | Wembley |
|                         |         |         |         |
| 90 000 espectadores     |         |         |         |
| Final de la FA Cup 2023 |         |         |         |

## Camino a la final
| Manchester City   | Manchester City | Manchester City | Eliminatoria     | Manchester United | Manchester United | Manchester United |
| ----------------- | --------------- | --------------- | ---------------- | ----------------- | ----------------- | ----------------- |
| Rival             | Resultado       | Resultado       | Fase             | Rival             | Resultado         | Resultado         |
| Huddersfield Town |                 | 5–0             | Tercera ronda    | Wigan Athletic    |                   | 0–2               |
| Tottenham Hotspur |                 | 0–1             | Cuarta ronda     | Newport County    |                   | 2–4               |
| Luton Town        |                 | 2–6             | Octavos de final | Nottingham Forest |                   | 0–1               |
| Newcastle United  |                 | 2–0             | Cuartos de final | Liverpool         |                   | 4–3               |
| Chelsea           |                 | 1–0             | Semifinales      | Coventry City     |                   | 3–3 (2:4 p.)      |

## Partido

### Ficha
| 18    | POR   | Stefan Ortega   |     |
| 2     | DEF   | Kyle Walker     |     |
| 5     | DEF   | John Stones     |     |
| 6     | DEF   | Nathan Aké      | 46' |
| 24    | DEF   | Joško Gvardiol  |     |
| 20    | MED   | Bernardo Silva  |     |
| 16    | MED   | Rodri           |     |
| 17    | MED   | Kevin De Bruyne | 57' |
| 8     | MED   | Mateo Kovačić   | 46' |
| 47    | MED   | Phil Foden      |     |
| 9     | DEL   | Erling Haaland  |     |
| D. T. | D. T. | Pep Guardiola   |     |

| 24    | POR   | André Onana        |       |
| 29    | DEF   | Aaron Wan-Bissaka  |       |
| 19    | DEF   | Raphaël Varane     |       |
| 6     | DEF   | Lisandro Martínez  | 73'   |
| 20    | DEF   | Diogo Dalot        |       |
| 37    | MED   | Kobbie Mainoo      |       |
| 4     | MED   | Sofyan Amrabat     |       |
| 17    | MED   | Alejandro Garnacho | 90+3' |
| 10    | MED   | Marcus Rashford    | 74'   |
| 8     | DEL   | Bruno Fernandes    |       |
| 39    | DEL   | Scott McTominay    | 90+3' |
| D. T. | D. T. | Erik ten Hag       |       |

| 25 | DEF | Manuel Akanji  | 46' |
| 11 | MED | Jérémy Doku    | 46' |
| 19 | DEL | Julián Álvarez | 57' |

| 35 | DEF | Jonny Evans     | 73'   |
| 9  | DEL | Rasmus Højlund  | 74'   |
| 2  | DEF | Victor Lindelöf | 90+3' |
| 7  | MED | Mason Mount     | 90+3' |

| 86' | Jérémy Doku | 1:2 |

| 30' · 39' | Alejandro Garnacho Kobbie Mainoo | 0:1 0:2 |

| 90+7' | Julián Álvarez |

| 45' | Kobbie Mainoo |

| Principal  | Andrew Madley |
| Asistentes | Harry Lennard |
|            | Nick Hopton   |
| Cuarto     | Simon Hooper  |

| VAR            | Michael Oliver |
| Asistentes VAR | Stuart Burt    |

|                    |       |       |
| Tiros              | 19    | 11    |
| Tiros a puerta     | 4     | 5     |
| Faltas             | 7     | 11    |
| Saques de esquina  | 7     | 1     |
| Posesión del balón | 73.5% | 26.5% |

| Alineación inicial |

| 18    | POR   | Stefan Ortega   |     |
| 2     | DEF   | Kyle Walker     |     |
| 5     | DEF   | John Stones     |     |
| 6     | DEF   | Nathan Aké      | 46' |
| 24    | DEF   | Joško Gvardiol  |     |
| 20    | MED   | Bernardo Silva  |     |
| 16    | MED   | Rodri           |     |
| 17    | MED   | Kevin De Bruyne | 57' |
| 8     | MED   | Mateo Kovačić   | 46' |
| 47    | MED   | Phil Foden      |     |
| 9     | DEL   | Erling Haaland  |     |
| D. T. | D. T. | Pep Guardiola   |     |

| 24    | POR   | André Onana        |       |
| 29    | DEF   | Aaron Wan-Bissaka  |       |
| 19    | DEF   | Raphaël Varane     |       |
| 6     | DEF   | Lisandro Martínez  | 73'   |
| 20    | DEF   | Diogo Dalot        |       |
| 37    | MED   | Kobbie Mainoo      |       |
| 4     | MED   | Sofyan Amrabat     |       |
| 17    | MED   | Alejandro Garnacho | 90+3' |
| 10    | MED   | Marcus Rashford    | 74'   |
| 8     | DEL   | Bruno Fernandes    |       |
| 39    | DEL   | Scott McTominay    | 90+3' |
| D. T. | D. T. | Erik ten Hag       |       |

| 25 | DEF | Manuel Akanji  | 46' |
| 11 | MED | Jérémy Doku    | 46' |
| 19 | DEL | Julián Álvarez | 57' |

| 35 | DEF | Jonny Evans     | 73'   |
| 9  | DEL | Rasmus Højlund  | 74'   |
| 2  | DEF | Victor Lindelöf | 90+3' |
| 7  | MED | Mason Mount     | 90+3' |

| 86' | Jérémy Doku | 1:2 |

| 30' · 39' | Alejandro Garnacho Kobbie Mainoo | 0:1 0:2 |

| 90+7' | Julián Álvarez |

| 45' | Kobbie Mainoo |

| Principal  | Andrew Madley |
| Asistentes | Harry Lennard |
|            | Nick Hopton   |
| Cuarto     | Simon Hooper  |

| VAR            | Michael Oliver |
| Asistentes VAR | Stuart Burt    |

|                    |       |       |
| Tiros              | 19    | 11    |
| Tiros a puerta     | 4     | 5     |
| Faltas             | 7     | 11    |
| Saques de esquina  | 7     | 1     |
| Posesión del balón | 73.5% | 26.5% |

| Alineación inicial |

| 18    | POR   | Stefan Ortega   |     |
| 2     | DEF   | Kyle Walker     |     |
| 5     | DEF   | John Stones     |     |
| 6     | DEF   | Nathan Aké      | 46' |
| 24    | DEF   | Joško Gvardiol  |     |
| 20    | MED   | Bernardo Silva  |     |
| 16    | MED   | Rodri           |     |
| 17    | MED   | Kevin De Bruyne | 57' |
| 8     | MED   | Mateo Kovačić   | 46' |
| 47    | MED   | Phil Foden      |     |
| 9     | DEL   | Erling Haaland  |     |
| D. T. | D. T. | Pep Guardiola   |     |

| 24    | POR   | André Onana        |       |
| 29    | DEF   | Aaron Wan-Bissaka  |       |
| 19    | DEF   | Raphaël Varane     |       |
| 6     | DEF   | Lisandro Martínez  | 73'   |
| 20    | DEF   | Diogo Dalot        |       |
| 37    | MED   | Kobbie Mainoo      |       |
| 4     | MED   | Sofyan Amrabat     |       |
| 17    | MED   | Alejandro Garnacho | 90+3' |
| 10    | MED   | Marcus Rashford    | 74'   |
| 8     | DEL   | Bruno Fernandes    |       |
| 39    | DEL   | Scott McTominay    | 90+3' |
| D. T. | D. T. | Erik ten Hag       |       |

| 25 | DEF | Manuel Akanji  | 46' |
| 11 | MED | Jérémy Doku    | 46' |
| 19 | DEL | Julián Álvarez | 57' |

| 35 | DEF | Jonny Evans     | 73'   |
| 9  | DEL | Rasmus Højlund  | 74'   |
| 2  | DEF | Victor Lindelöf | 90+3' |
| 7  | MED | Mason Mount     | 90+3' |

| 86' | Jérémy Doku | 1:2 |

| 30' · 39' | Alejandro Garnacho Kobbie Mainoo | 0:1 0:2 |

| 90+7' | Julián Álvarez |

| 45' | Kobbie Mainoo |

| Principal  | Andrew Madley |
| Asistentes | Harry Lennard |
|            | Nick Hopton   |
| Cuarto     | Simon Hooper  |

| VAR            | Michael Oliver |
| Asistentes VAR | Stuart Burt    |

|                    |       |       |
| Tiros              | 19    | 11    |
| Tiros a puerta     | 4     | 5     |
| Faltas             | 7     | 11    |
| Saques de esquina  | 7     | 1     |
| Posesión del balón | 73.5% | 26.5% |

| Alineación inicial |

| 18    | POR   | Stefan Ortega   |     |
| 2     | DEF   | Kyle Walker     |     |
| 5     | DEF   | John Stones     |     |
| 6     | DEF   | Nathan Aké      | 46' |
| 24    | DEF   | Joško Gvardiol  |     |
| 20    | MED   | Bernardo Silva  |     |
| 16    | MED   | Rodri           |     |
| 17    | MED   | Kevin De Bruyne | 57' |
| 8     | MED   | Mateo Kovačić   | 46' |
| 47    | MED   | Phil Foden      |     |
| 9     | DEL   | Erling Haaland  |     |
| D. T. | D. T. | Pep Guardiola   |     |

| 24    | POR   | André Onana        |       |
| 29    | DEF   | Aaron Wan-Bissaka  |       |
| 19    | DEF   | Raphaël Varane     |       |
| 6     | DEF   | Lisandro Martínez  | 73'   |
| 20    | DEF   | Diogo Dalot        |       |
| 37    | MED   | Kobbie Mainoo      |       |
| 4     | MED   | Sofyan Amrabat     |       |
| 17    | MED   | Alejandro Garnacho | 90+3' |
| 10    | MED   | Marcus Rashford    | 74'   |
| 8     | DEL   | Bruno Fernandes    |       |
| 39    | DEL   | Scott McTominay    | 90+3' |
| D. T. | D. T. | Erik ten Hag       |       |

| 25 | DEF | Manuel Akanji  | 46' |
| 11 | MED | Jérémy Doku    | 46' |
| 19 | DEL | Julián Álvarez | 57' |

| 35 | DEF | Jonny Evans     | 73'   |
| 9  | DEL | Rasmus Højlund  | 74'   |
| 2  | DEF | Victor Lindelöf | 90+3' |
| 7  | MED | Mason Mount     | 90+3' |

| 86' | Jérémy Doku | 1:2 |

| 30' · 39' | Alejandro Garnacho Kobbie Mainoo | 0:1 0:2 |

| 90+7' | Julián Álvarez |

| 45' | Kobbie Mainoo |

| Principal  | Andrew Madley |
| Asistentes | Harry Lennard |
|            | Nick Hopton   |
| Cuarto     | Simon Hooper  |

| VAR            | Michael Oliver |
| Asistentes VAR | Stuart Burt    |

|                    |       |       |
| Tiros              | 19    | 11    |
| Tiros a puerta     | 4     | 5     |
| Faltas             | 7     | 11    |
| Saques de esquina  | 7     | 1     |
| Posesión del balón | 73.5% | 26.5% |

| Alineación inicial |

|                       |
| Campeón               |
| Bandera de Inglaterra |
| Manchester United     |
| 13.° título           |